# Franz Doerksen

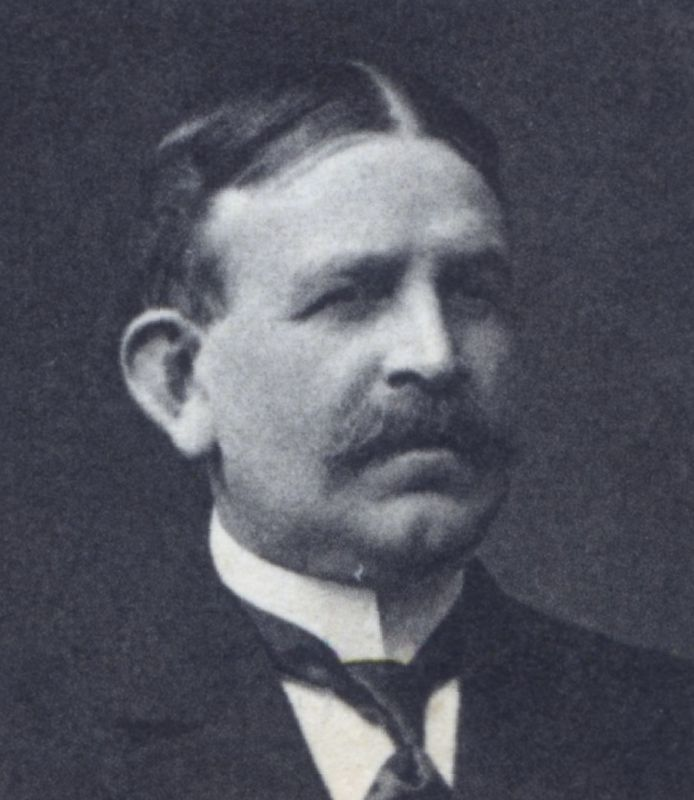
Franz Doerksen als Reichstagsabgeordneter 1912

Franz Julius Doerksen (* 7. März 1860 in Groß Zünder; † 18. November 1930 in Danzig-Langfuhr) war Landwirt und Mitglied des Deutschen Reichstags.

## Leben
Doerksen besuchte das Realgymnasium zu St. Johann in Danzig von 1869 bis 1877. Danach war er Landwirt und erwarb 1883 sein Gut Wossitz, das er seitdem bewirtschaftete. Er genügte seiner Militärpflicht 1881/82 als Einjährig-Freiwilliger beim Füsilier-Regiment Nr. 33, war Hauptmann der Landwehr, Kreisdeputierter, Mitglied des Westpreußischen Provinziallandtages, des Kreisausschusses und Kreistages sowie des Vorstandes der westpreußischen Landwirtschaftskammer.
Von 1898 bis 1918 war er Mitglied des Deutschen Reichstags für den Reichstagswahlkreis Regierungsbezirk Danzig 2 und die Deutsche Reichspartei. Zwischen 1920 und 1927 war er Mitglied des Volkstages der Freien Stadt Danzig für die DNVP.
Er war Träger des Roten Adlerordens IV. Klasse, der Landwehr-Dienstauszeichnung I. Klasse und der Zentenarmedaille.